# Константінешть (Бреїла)
Константінешть, Константінешті (рум. Constantinești) — село у повіті Бреїла в Румунії. Входить до складу комуни Римнічелу.
Село розташоване на відстані 144 км на північний схід від Бухареста, 37 км на захід від Бреїли, 45 км на захід від Галаца.

## Населення
За даними перепису населення 2002 року у селі проживали 433 особи. Рідною мовою 432 особи (99,8%) назвали румунську.
Національний склад населення села:
| Національність | Кількість осіб | Відсоток |
| -------------- | -------------- | -------- |
| румуни         | 348            | 80,4%    |
| цигани         | 85             | 19,6%    |